# Vlomilci delajo poleti
Vlomilci delajo poleti je zbirka kratke proze Ivana Sivca, ki je izšla v zbirki Srečna družina leta 2004 pri Založbi Karantaniji. Ilustriral jo je Uroš Hrovat.
Leta 1995 so naredili film, ki so ga snemali v Ankaranu na Debelem Rtiču.

## Analiza
Vlomilci delajo poleti je počitniška detektivska zgodba. Zgodbo pripoveduje ena od glavnih književnih oseb, Tina Erjavec, kot vsevedni pripovedovalec. Avtor je zgodbo zasnoval na resničnih dogodkih, ki jo je postavil v življenje srečne in smešne družine Erjavec.
Glavni literarni liki, so člani družine Erjavec: Oče Janez, mama Maša ter njun devetletni sin Jernej največkrat poimenovan kar Nejc in trinajstletna hčerka Tina. Čas dogajanja v literarnem delu je poletje leta 2003, ko se je družina Erjavec odpravila iz okolice Ljubljane na poletni dopust v Istro  v kamp Natura, ki je glavni dogajalni prostor v literarnem delu. Na počitnicah družino Erjavec spremljajo stranski literarni liki, ki so Tomaž, imenovan Maži (očetov poslovni partner), Ankica in ostale snažilke, raznaševalec pic, tajnica direktorja kampa, direktor kampa, Nenad (direktorjev nečak), klovn Olio, Sergio (sosed Italijan), gospa Sedlar, policista, kriminalist, receptor in receptorka ter vratar kampa. Vsi ti so bili za družino Erjavec, ki je bila že prvi dan svojega poletnega dopusta okradena, osumljenci njihovega ropa. Sumili so celo sami sebe. Literarno delo se zaključi s tem, da družina Erjavec najde pravega storilca, očetovega poslovnega partnerja Mažija.

## Vir
- Sivec, Ivan: Vlomilci delajo poleti. Ljubljana: Karantanija, 2004 (COBISS)